# Kankakee County
Kankakee County är ett county i delstaten Illinois i USA. År 2010 hade countyt 113 449 invånare. Den administrativa huvudorten (county seat) är Kankakee.

## Politik
Kankakee County tenderar att rösta på republikanerna i politiska val. Även om det under senare år blivit allt jämnare i valen.
Republikanernas kandidat har vunnit countyt i samtliga presidentval sedan valet 1940 utom vid fyra tillfällen: 1964, 1992, 1996 och 2008.

## Geografi
Enligt United States Census Bureau har countyt en total area på 1 764 km². 1 751 km² av den arean är land och 13 km² är vatten.

### Angränsande countyn
- Will County - nord
- Lake County, Indiana - nordost
- Newton County, Indiana - öst
- Iroquois County - syd
- Ford County - sydväst
- Livingston County - sydväst
- Grundy County - nordväst

### Orter
- Aroma Park
- Bonfield
- Bourbonnais
- Bradley
- Buckingham
- Chebanse (delvis i Iroquois County)
- Kankakee (huvudort)
- Limestone
- Manteno
- Momence
- Reddick (delvis i Livingston County)
- St. Anne
- Sammons Point
- Sun River Terrace